# 金牛山遗址
40°34′41″N 122°27′02″E / 40.578107°N 122.450425°E
金牛山遗址是位于中国辽宁省大石桥市西南8公里金牛山的旧石器时代早期遗址。该遗址是中国东北地区唯一的旧石器时代早期遗址，为全国重点文物保护单位。
1942年日本人田野光雄曾在“牛心山”发现一套第四纪堆积物及14种动物化石，后由日本古生物学家鹿间时夫研究并报道。1973年在辽宁省文物普查中确定“金牛山”即“牛心山”。此后，中国科学院古脊椎动物与古人类研究所与辽宁省文物部门等对其进行了多次发掘，确定了6个含化石的第四纪堆积地点（编号分别为A、B、C、D、E、F），其中以A、C两个地点最为重要。
1984年，北京大学考古学系吕遵谔率领的考古队对A点进行发掘，发现了一批较为完整的人类化石，包括头骨、尺骨、脊椎骨、髋骨、髌骨、手骨、足骨、腕骨等共58件，被命名为金牛山人。金牛山人生活于距今约28万年前的中更新世晚期。

## 动物群
除金牛山人外，考古学家还在金牛山遗址的A、C两个地点发现了大量动物化石，主要为中更新世动物，也包括第三纪和早更新世残余种。
金牛山动物群的主要种类有：
- 韩氏刺猬（Erinaceus olgae）
- 翁氏兔（Lepus wongi）
- 拟布氏田鼠（Microtus brandtioides）
- 居氏大河狸（Trogontherium cuvieri）
- 似师氏河狸（Sinocastor cf. zdanskyi）
- 拉氏豪猪（Hystrix lagrelii）
- 硕猕猴（Macaca robustus）
- 变异狼（Canis variabilis）
- 中国貉（Nyctereutes sinensis）
- 最后似剑齿虎（Homotherium ultima）
- 鬃猎豹（Acinonyx cf. jubatus）
- 三门马（Equus sanmeniensis）
- 梅氏犀（Dicerorhinus merki）
- 肿骨鹿（Megaloceros pachyosteus）
- 李氏野猪（Sus lydekkeri）
- 中华缟鬣狗（Hyaena sinensis）
- 葛氏斑鹿（Pseudaxis grayi）
- 金牛山秃鹫（Aegypius jinniushanensis）[4]